# 埃戈尔斯海姆
埃戈尔斯海姆是德国巴伐利亚州的一个市镇。总面积48.91平方公里，总人口6384人，其中男性3167人，女性3217人（2011年12月31日），人口密度131人/平方公里。